# Люшнівська Ялина Іванівна
Ялина (Олена) Іванівна Люшнівська (?, село Попівка, тепер Маньківського району Черкаської області — ?) — українська радянська діячка, голова виконавчого комітету Попівської сільської ради Буцького (тепер — Маньківського) району Черкаської області. Депутат Верховної Ради УРСР 4-го скликання.

## Біографія
Народилася в селянській родині.
З 1950-х років — голова виконавчого комітету Попівської сільської ради депутатів трудящих Буцького (тепер — Маньківського) району Черкаської області.
Потім — на пенсії.

## Нагороди
- ордени
- медалі